# Acamapichtli

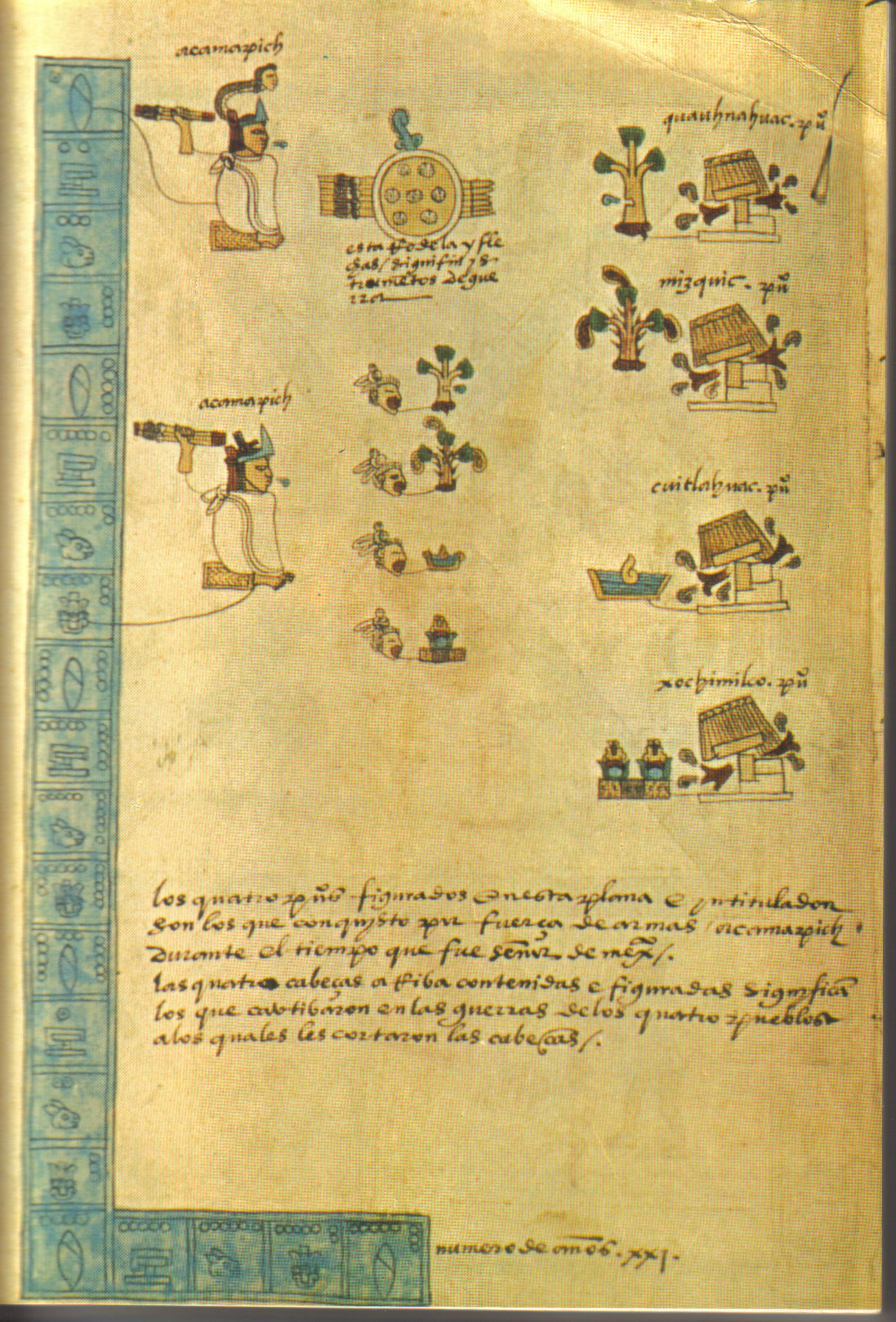
Acamapichtli y sus conquistas, descrito en el Códice Mendocino. Nótese que en el año 1-tecpatl aparece como cihuacoatl, sólo hasta 8-acatl es elevado al cargo de Tlahtoani-tlacateccatl.

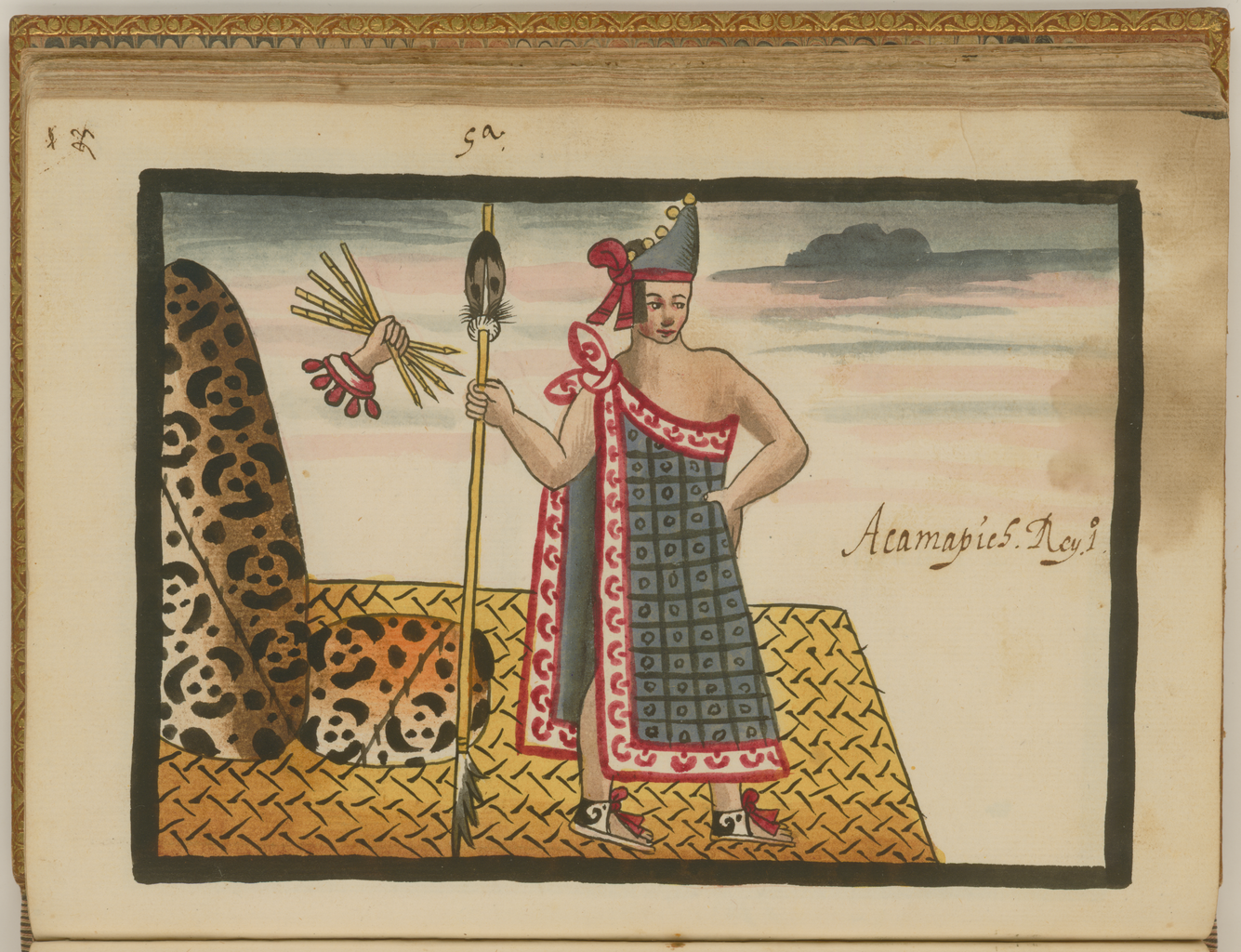
Representación de Acamapichtli en el Códice Tovar

Ācamāpīchtli (náhuatl: Ācamāpīchtli; āca-tl ‘caña’ y -māpīch-tli ‘puño cerrado, manojo’: ‘puño cerrado con cañas’ (Cuauhmixtitlan, circa 1336-México-Tenochtitlan, 1387) es considerado el primer huey tlatoani de los mexicas, que afianzó la alianza entre Tenochtitlán y la capital de los tepanecas, Azcapotzalco, ayudándolos en sus conquistas sobre todo hacia el sur.

## Origen

### Nombre
Su nombre en náhuatl se ha traducido como «el que empuña la vara de caña», aunque más propiamente es «puño cerrado con cañas»: āca-tl 'caña', māpīch-tli 'puño cerrado, manojo'; derivado de mā-pīqui 'apretar algo con la mano'.

### Nacimiento
Durante el siglo XIII y principios del XIV, los mexica fueron dispersándose a lo largo de la parte occidental del lago de Texcoco, teniendo relevancia en las poblaciones de Huixachtitlan, Azcapotzalco y Chapultepec. Los mexica recibieron permiso de los tepanecas para asentarse al norte de un islote al que nombraron Cuauhmixtitlan (‘lugar del águila entre las nubes’) en 1274. En 1366 el rey tepaneca Acolnahuácatl, a fin de asegurarse la fidelidad de los mexica, acepta a Acamapichtli (que era príncipe colhua de Coatlichan) en el trono de Tenochtitlan, iniciando así un nuevo linaje para esta última ciudad, la cual a la vez se proclamará heredera de la tradición tolteca y del derecho a gobernar como Huēyi tlahtohcāyōtl en sustitución de Colhuacan, configurando la penúltima Triple Alianza.
La versión que coloca su nacimiento más antiguo lo hace en 1299, le sigue la que dice que nació en 1307 siendo una de las más probable. Otras fechas son 1336 (la más segura; en Anales de Gabriel de Ayala) y 1344 (Diego Durán).
Elementos que ayudarían a ubicar su nacimiento es saber quienes fueron sus padres, por desgracia estos datos se encuentran inmersos en la explicación su origen con relación al mito, por lo que requieren de un análisis profundo. Su padre fue Huehue Acamapichtli (según dicen Chimalpahin, Mendieta y Torquemada), tlahtoāni de Colhuacan (1323-1345). El nombre de su madre es sustituido por el del prototipo de feminidad, ya sea Atotoztli o Xicomoyahual. Lo más seguro es aceptar a Ilancueitl Ixxóchitl; Ixtlilxochitl da la variante de Cuetlaxochitzin).

## Gobierno y vida

### Descendencia
Hay que recordar que los soberanos mexicas tenían diversas esposas, por ejemplo Torquemada dice que Tezcatlamiahuatl era su esposa principal. Acerca de sus hijos Chimalpahin dice que eran 23, aunque sólo da 11 nombres: 
1. Cuauhtlecohuatl
2. Ixehuatzin
3. Ometochtzin (señor de Tollan)
4. Cuetlachtzin (se casó con el señor de Tollan Xiloxochitzin)
5. Citlalcohuatzin
6. Macuextzin
7. Itzcoatzin (tlahtoāni que será de Tenochtitlan)
8. Huehue Zaca
9. Tetlepanquetza
10. Yaotlantzin
11. Ixcuitlantoc

Consistentemente diversas fuentes señalan a Huitzilihuitl (Chimalpain, Mendieta, Alva Ixtlilxóchitl, Torquemada) y a Chimalpopoca (Mendieta, Torquemada, Historia de los mexicanos) también como hijos de Acamapichtli. Alva Ixtlilxóchitl establece que también son hijos suyos Xiuhtlatonac y Chalchiuhtlatonac, de este último dice que fue el primer señor de Coyoacán .

### Gobierno
Aunque Acamapichtli fue elegido como Cihuacóatl en 1366, fungía desde entonces como supremo gobernante. Sólo hasta 1383 se realizó la ceremonia para llevar el título de tlahtoāni-tlacateccatl. En el curso de su reinado no vaciló en unirse a los tepanecas en sus guerras, así en 1376 contra los chalcas inicia las primeras Xochiyáoyotl que duran 40 años; en este mismo año decide cambiarle el nombre a su capital de Mexihco-Cuauhmixtitlan a Mexihco-Tenochtitlan, en honor a su predecesor. Otros pueblos del Valle de México serán sometidos como Xaltocan y Tepotzotlán. En poco tiempo, la alianza formada por mexicas y tepanecas impuso su poderío sobre varios altépetl de la región.

### Conquistas
- 1367. Con Azcapotzalco vencen a la Triple Alianza de Xaltocan-Cuauhtitlan-Tepotzotlán. Los mexicas solos vencen a Teohuacan-Amaquemecan-Chalco, eliminando a Huehue Cacama Totec (1352-1367).
- 1370. Vuelven su tributaria a Tenayocan.
- 1376. Inician las Xochiyáoyotl contra Chalco.
- 1379. Someten a Xochimilco.
- 1382. Someten a Mízquic.
- 1393. Someten a Cuitláhuac.
- 1395. Someten a Cuauhnahuac (según algunos una ciudad de Chalco).

## Véase también

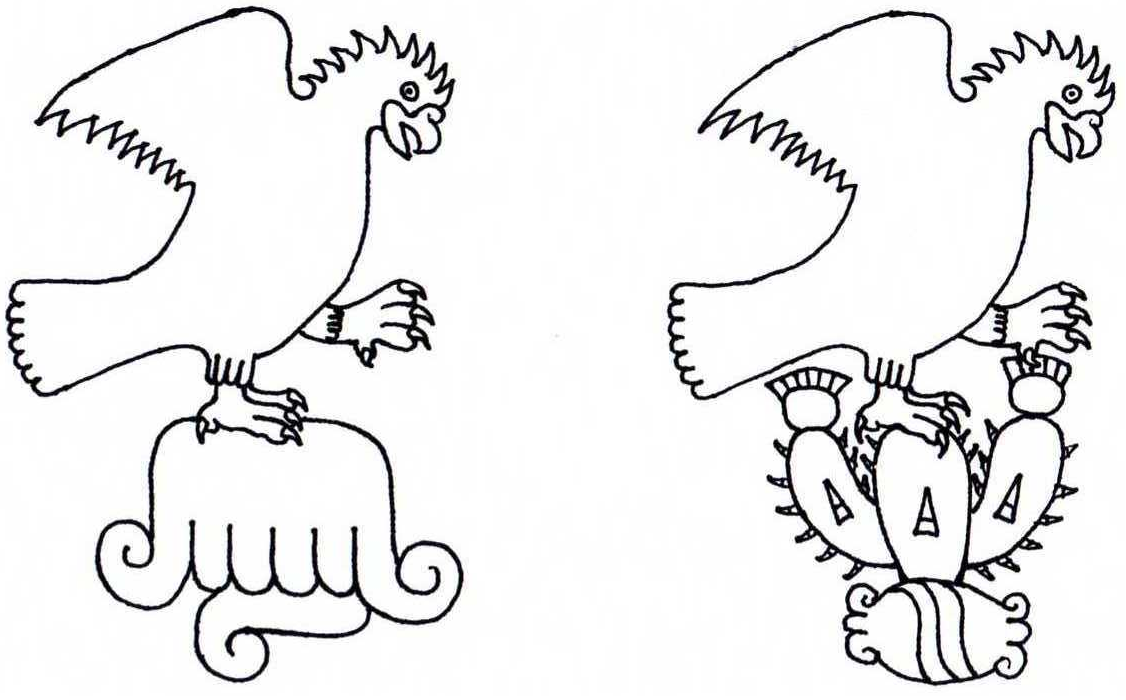
Cuauhmixtitlan 1274/Tenochtitlan 1376